# Annexectomie
L'annexectomie est l’ablation chirurgicale d’une trompe de Fallope et de l’ovaire (anatomie) correspondant.

## Définition et vocabulaire
Il s’agit donc de l’ablation d’un ovaire et de la trompe de Fallope (salpynx) qui lui est associée.
En anatomie, une annexe est un élément qui dépend d’un organe principal,. Concernant l’anatomie des organes féminins il s’agit des deux annexes (droite et gauche) de l’utérus (trompes de Fallope, ovaires, ligament large).
Le terme d’annexectomie est composé avec le suffixe grec ἐκτομή, ektomê qui désigne une excision, une ablation.
Elle peut être simple (unilatérale) ou double (bilatérale). Elle peut être isolée ou incluse dans une chirurgie plus complexe comme l'ablation de l'utérus (hystérectomie) et est alors bilatérale.
Les synonymes sont : salpingo-oophorectomie et salpingo-ovariectomie.

## Indications
L'annexectomie est une opération chirurgicale effectuée soit en présence d’une maladie tubaire (de la trompe) ou de l’ovaire, soit à titre prophylactique chez une femme à risque élevé de cancer gynécologique.

### Chirurgie curative
L’annexectomie est indiquée dans le traitement d’une torsion d’annexe, de certains kystes ovariens, en cas de cancer de l’ovaire (une hystérectomie est souvent pratiquée simultanément à cette intervention).

### Chirurgie prophylactique
L’annexectomie bilatérale est proposée à titre préventif, voire très recommandée, aux femmes appartenant à des familles au sein desquelles des cas de cancers de l’ovaire ou de cancers du sein ont été diagnostiqués constituant le Syndrome héréditaire de prédisposition au cancer du sein et de l'ovaire ; particulièrement en cas de mutation du gène BRCA. Le risque de cancer de l’ovaire dépend de l’âge et du gène en cause. Il en est de même chez les femmes atteintes de cancer colorectal héréditaire sans polypose ou syndrome de Lynch.
Lors d’une hystérectomie indiquée par une pathologie de l’utérus, une annexectomie est parfois associée, malgré l’absence de maladie de l’annexe, en particulier pour prévenir le cancer séreux de l’ovaire.

## Méthodes chirurgicales
Il y a deux méthodes employées pour réaliser des annexectomies, par laparotomie ou par cœlioscopie.

## Suites et effets secondaires
L'annexectomie unilatérale ne provoque pas de stérilité chez la femme en âge de procréer.  Elle n'entraîne ni repos prolongé ni complications particulières.
Lorsqu'elle est bilatérale l’annexectomie induit une ménopause chirurgicale définitive et donc une stérilité secondaire avec les conséquences inhérentes, éventuellement augmentées selon la nature de la maladie ayant justifié l’intervention (en particulier en cas de cure chirurgicale d’un cancer de l’ovaire).
L’annexectomie n'est pas une méthode de contraception définitive en soit et ne doit pas être confondue avec la ligature des trompes.